# Teixobactine
Teixobactine is een antibioticum in de testfase dat werkzaam is tegen grampositieve bacteriën, ook resistente stammen. De ontdekking werd gerapporteerd in januari 2015. Vooral de werkzaamheid tegen de MRSA-bacterie komt als geroepen. De veiligheid en werkzaamheid van het middel is tot nu toe alleen in muizen getest. Het middel belemmert de opbouw van de celmembranen van veel grampositieve bacteriën.

## Unieke ontwikkeling
Onderzoeker Kim Lewis en zijn collega Slava Epstein ontdekten het potentieel van de bacterie Eleftheria terrae met een toestel genaamd iChip ("isolation chip"). Het toestel sorteert individuele bacteriecellen die uit de grond gehaald worden in aparte "kamertjes", en het toestel wordt dan vervolgens opnieuw begraven in de grond. Eleftheria terrae is moeilijk in het laboratorium te kweken.
Moleculen uit de grond kunnen zich in de iChip verspreiden, en dat laat de bacteriën toe te groeien in een meer natuurlijke omgeving met kennelijk essentiële voedingsstoffen dan op de conventionele manier met een voedingsbodem in een petrischaal. Er werd gebruikgemaakt van een grondmonster genomen in Maine, Verenigde Staten. Gemiddeld is slechts 1% van de microben in een grondmonster in staat om Petri-schaal te groeien. Met behulp de iChip wordt dat zo'n 50%.
De onderzoekers testten vervolgens 10000 bacteriekolonies om te zien of ze in staat waren de groei van Staphylococcus aureus te stoppen. Micro-organismen bestrijden elkaar immers in de natuur met chemische stoffen. Dat onderzoek leverde 25 potentiële antibiotica op, en teixobactine, geproduceerd door Eleftheria terrae, zag er van die 25 het meest veelbelovend uit.

### Activiteit
Teixobactine blijkt actief te zijn op meer soorten grampositieve bacteriën waaronder Staphylococcus aureus, enterococci en Mycobacterium tuberculosis, maar ook op Clostridium difficile en Bacillus anthracis. In een muizenproefdiermodel was het effectief in de bestrijding van methicilline-resistente S. aureus (MRSA) en Streptococcus pneumoniae. De benodigde dosis is minder schadelijk dan die van vancomycine, het antibioticum dat gewoonlijk wordt gebruikt voor de behandeling van MRSA.
Teixobactine is niet effectief tegen gramnegatieve bacteriën.

### Ontwikkeling van resistentie
Tot nu toe is geen resistentie aangetroffen bij Staphylococcus aureus of Mycobacterium tuberculosis. Aangenomen wordt dat teixobactine meer bestand is tegen mutaties die tot resistentie leiden, vanwege het ongebruikelijke werkingsmechanisme: het binden aan de vetmoleculen waarvan mutatie minder waarschijnlijk is dan van eiwitten.

## Klinisch onderzoek
Begin 2015 werd voorzien dat toepassing op mensen zeker nog twee jaar op zich moet laten wachten. Hoge kosten en de risico’s die tegenwoordig verbonden zijn aan de ontwikkeling van een antibioticum maken dat farmaceutische producenten terughoudend zijn met investeren.

## Intellectueel eigendom
Het onderzoek werd gefinancierd door het National Institute of Health en Duitse onderzoeksbureaus. Northeastern University heeft een patent op de iChip methode van kweken en isoleren van bacteriën in situ in de bodem. In de bestaande antibiotica-klassen zijn eigenlijk geen opzienbarende nieuwkomers meer te verwachten, zo leert de ervaring van de afgelopen decennia. Het belang van de kweekmethode met de iChip is dat het nu mogelijk is andere klassen van antibiotica op te sporen. Ze gaven een licentie voor de octrooien van de iChip aan een beursgenoteerd bedrijf, NovoBiotic Pharmaceuticals, in Cambridge, Massachusetts, dat zo de octrooirechten heeft op alle verbindingen die worden opgespoord. Kim Lewis, de eerste auteur van het artikel in Nature, is een van de oprichters en is een betaald adviseur van dit bedrijf.